# Suit & Tie
"Suit & Tie" é uma canção do cantor norte-americano Justin Timberlake, com a participação do rapper, Jay-Z, gravada para o terceiro álbum de estúdio de Timberlake The 20/20 Experience. Foi composta por Timberlake, Timbaland, Shawn Carter, Jerome "J-Roc" Harmon e James Fauntleroy e produzida por Timberlake, Timbaland e Harmon.
A faixa serve como o retorno altamente antecipado de Timberlake a carreira musical após um hiato de seis anos, durante os quais ele seguiu uma carreira de actor e desenvolveu suas habilidades como produtor musical e compositor para outros artistas.

## Antecedentes
Em setembro de 2006, Timberlake lançou seu segundo álbum de estúdio FutureSex/LoveSounds. Crítica e comercialmente aclamado, o álbum gerou seis singles, incluindo os hits mundiais "SexyBack", "My Love" e "What Goes Around... Comes Around". Após encerrar uma turnê mundial em apoio ao álbum em 2007, Timberlake fez uma pausa em sua carreira musical para se concentrar na atuação. Além disso, Timberlake trabalhou atrás das câmeras com sua gravadora Tennman Records (fundada em 2007) e sua equipe de produção A de Y (fundada em 2008). Ele também forneceu vocais em vários singles de outros artistas, como "4 Minutes", de Madonna e "Carry Out", de Timbaland.
Em agosto de 2012, o produtor Jim Beanz informou que Timberlake começou a trabalhar em seu novo projeto musical. No entanto, logo após o anúncio, o publicitário de Timberlake revelou que não há planos atuais para um álbum no do cantor, afirmando que Timberlake estava trabalhando com Timbaland em canções para seu próximo projeto, Shock Value III.

## Video musical
O vídeo da canção foi filmado em 25 de janeiro de 2013. O videoclipe foi dirigido por David Fincher, que Timberlake já havia trabalhado com ele em A Rede Social (2010). O Vídeo foi lançado no dia 14 de fevereiro de 2013.

## Faixas e formatos
| Descarga digital |              |         |  |
| N.º              | Título       | Duração |  |
| 1.               | "Suit & Tie" | 5:27    |  |

## Desempenho nas tabelas musicais
"Suit & Tie" estreou na Billboard Hot 100 no número 84, contabilizando apenas as execuções nas rádios. Na semana seguinte, saltou para o número 4, contabilizando os 315.000 downloads durante a semana de lançamento.
Na sua terceira semana caiu para o número 13 por duas semanas consecutivas, sendo que na quinta semana, voltou ao top 10, na posição #8, após Timberlake performar a canção durante o Grammy.

### Posições
| Tabela musical (2013)                        | Melhor posição |
| -------------------------------------------- | -------------- |
| Austrália (ARIA)                             | 9              |
| Áustria (Ö3 Austria Top 75)                  | 36             |
| Brasil (Brasil Hot 100 Airplay)              | 46             |
| Brasil (Billboard Brasil Hot Pop)            | 10             |
| Bélgica (Ultratop 50 de Flandres)            | 9              |
| Bélgica (Ultratop 50 da Valônia)             | 13             |
| Canadá (Canadian Hot 100)                    | 3              |
| Dinamarca (Hitlisten)                        | 1              |
| Espanha (PROMUSICAE)                         | 17             |
| Estados Unidos (Billboard Hot 100)           | 3              |
| Estados Unidos (Hot Dance Club Songs)        | 14             |
| Estados Unidos (Billboard R&B/Hip-Hop Songs) | 2              |
| França (SNEP)                                | 8              |
| Irlanda (IRMA)                               | 16             |
| Japão (Japan Hot 100)                        | 11             |
| Nova Zelândia (Recorded Music NZ)            | 14             |
| Países Baixos (Dutch Top 40)                 | 18             |
| Reino Unido (UK Singles Chart)               | 3              |
| Suíça (Schweizer Hitparade)                  | 32             |

### Certificações
| País                  | Certificação |
| --------------------- | ------------ |
| Austrália - ARIA      | Ouro         |
| Estados Unidos - RIAA | Platina      |